# Visconde do Rio Branco
Visconde do Rio Branco este un oraș în Minas Gerais (MG), Brazilia.